# Port lotniczy Godofredo P. Ramos
Port lotniczy Godofredo P. Ramos (IATA: MPH, ICAO: RPVE) – krajowy port lotniczy położony w Malay, na Filipinach.

## Linie lotnicze i połączenia
| Linia Lotnicza        | Kierunek                                                                                 |
| --------------------- | ---------------------------------------------------------------------------------------- |
| AirSWIFT              | 1. El Nido                                                                               |
| Cebgo                 | 1. Cebu 2. Manila                                                                        |
| Cebu Pacific          | 1. Cebu 2. Clark 3. Davao 4. Manila                                                      |
| PAL Express           | 1. Cebu 2. Clark 3. Manila                                                               |
| Philippines AirAsia   | 1. Clark 2. Manila                                                                       |
| Royal Air Philippines | 1. Manila 2. Tajpej-Taoyuan Czartery: 1. Hongkong 2. Nankin 3. Ningbo 4. Szanghaj-Pudong |
| Sunlight Air          | 1. Clark                                                                                 |